# David Koning (1853-1921)
David Koning (Amsterdam, 6 mei 1853 – Amsterdam, 7 november 1921) was een Nederlands pianist en componist.
Hij was een zoon van pianist/componist David Koning (1820-1876) en Gerardhina Maria Heijdeman. Hij was getrouwd met Mingste Christina Vos, dochter van rechter Lambertus Johannes Vos uit Appingedam en kleindochter van Pieter Jans Vos, rond 1850 enige tijd burgemeester van Delfzijl. Hij overleed in het Lutherse Diaconessenziekenhuis aan de Koninginneweg en werd begraven op Zorgvlied.
Hij kreeg zijn muziekopleiding van zijn vader en Franz Liszt in Weimar. Hij werd vervolgens pianoleraar in Amsterdam. Daarnaast was hij dirigent bij de Amstels Fanfare, Amsterdamsche Orkest-club, nam plaats in jury’s bij muziekwedstrijden en leidde cabaretvoorstellingen in de Bellevue aan de Plantage.. Hij werkte bij de firma Stumpff en Koning/Algemeene Muziekhandel, maar na het faillissement daarvan werd hij er na een doorstart een gewone arbeider. Hij zou ook gespeeld hebben op schepen van de Holland-Amerika Lijn. Na de jaren tien werd op muzikaal gebied niets meer van hem vernomen.
Hij schreef een aantal muziekwerken:
- Triumf- en Turnmarsch voor piano (2 en 4-handig) of harmonieorkest of fanfare
- Carneval
- Pas redoublé
- Indische marsch en dans
- Valse de concert
- Rhapsodie sur des thémes Hollandais
- La Serenate (piano 4-handig)
- Krans of kroon (ballet-pantomime); werd in januari 1900 uitgevoerd door de Nederlandse Opera van Cornelis van de Linden, samen met Het lucifersmeisje van August Enna; Krans en Kroon kreeg een goede recensie van Daniël de Lange.